# André Carloni
André Carloni (Bolonha, 28 de janeiro de 1883 – 26 de julho de 1976) foi um arquiteto ítalo-brasileiro. O mesmo foi responsável pela idealização do Teatro Carlos Gomes, o oitavo mais antigo do Brasil.

## Biografia
Nascido em Bolonha, André Carloni chega ao Brasil em 1890, época da imigração italiana. Chegou na cidade de Vitória em companhia de seus pais Zama Carloni e Marcina Malagute Carloni, bem como dos irmãos Romeo e Aldo Carloni. Em 1894 emprega-se em uma serralheria para trabalhar junto com seu pai. Meses depois teve que assumir a responsabilidade de cuidar da família, pois seu pai faleceu após contrair febre Amarela.
No período de 1895 a 1896 trabalhou como ajudante do pintor italiano Spiridione Astolfoni que estava a cargo da decoração do antigo teatro Melpône no centro de Vitória. Mesmo após ser concluída a decoração do teatro, André continuou trabalhando com Astolfoni em outras obras contratadas. Em 1900 ingressou no curso de Leitura, Música e Desenho que era mantido pela Maçonaria Monte Líbano, concluído dois anos após a admissão. Por haver se destacado em Desenho, desenvolveu projetos de construção e reformas na capital capixaba. Em 1909 foi encarregado para a reforma da Igreja e Convento do Carmo, dando ao edifício características neogóticas.
Carloni é o responsável pela construção do Palácio Domingos Martins e da Santa Casa de Misericórdia. Em 1916 construiu o edifício da Alfândega e a Delegacia Fiscal de Vitória. Em 1925, construiu e decorou o Teatro Carlos Gomes na praça Costa Pereira no lugar do antigo teatro Melpômene. Um importante trabalho desenvolvido pelo arquiteto foi a restauração dos monumentos históricos de grande importância para o Espírito Santo com pouca verba, entre eles o Convento da Penha , a Igreja dos Reis Magos e a igreja e Residência de Anchieta.
Em 1942 obteve do governo federal a cidadania brasileira e em 1956 se tornou Cidadão Vitoriense, título recebido pela Câmara Municipal de Vitória. No dia 26 de julho de 1976, André Carloni faleceu aos 93 anos devido a um carcinoma broncogênico desenvolvido pelo tabagismo.